# حکایت زمستان (فیلم ۱۹۱۰)
«حکایت زمستان» (انگلیسی: The Winter's Tale (1910 film)) یک فیلم است که در سال ۱۹۱۰ منتشر شد. از بازیگران آن می‌توان به فرانک هال کرین اشاره کرد.